# Agnes von Everstein
Agnes Gräfin von Everstein (* 25. Dezember 1600; † 1655) war 1635–1636 Fräuleinhofmeisterin bei Kaiserin Eleonora Gonzaga.

## Leben
Agnes Gräfin von Everstein war Tochter das Grafen Georg Kasper von Everstein († 1629) und der Kunigunde von Schlick († 1634). Sie war in erster Ehe mit Georg Wolmar von Fahrensbach vermählt. Als dieser des Verrats angeklagt war, reiste sie persönlich nach Wien und erwirkte dort eine Begnadigung, die jedoch tragischerweise die Richtstätte erst nach der Hinrichtung erreichte. Dadurch zur Witwe geworden, trat sie 1635 ihr Amt bei Hofe an, aus dem sie jedoch gegen ein Gnadengeld in Höhe von 2000 Gulden zu ihrer 2. Heirat, 1636 mit Werner von Pallandt entlassen wurde. Aus erster Ehe hatte sie einen Sohn, die zweite Ehe blieb kinderlos.